# Liste der Orte im Kreis Călărași

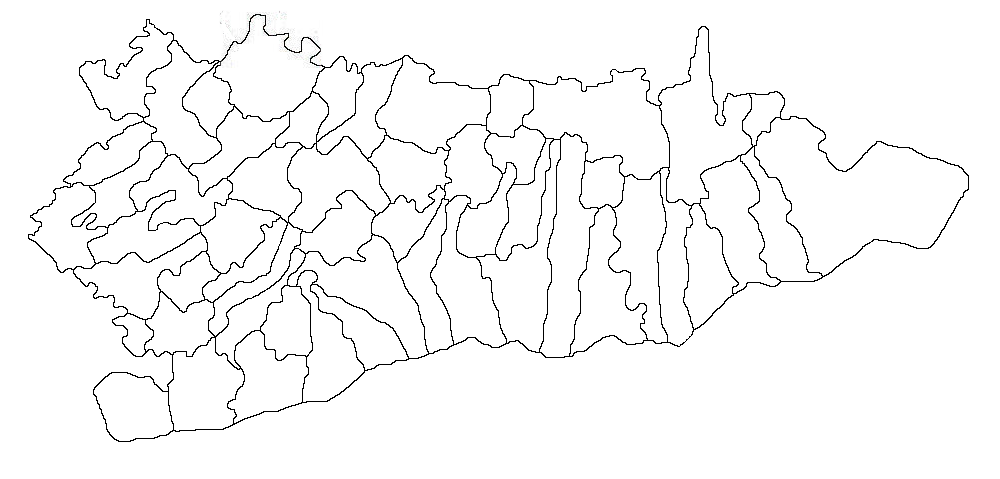
Gemeinden des Kreises Călărași

Der Kreis Călărași in Rumänien besteht aus offiziell 166 Ortschaften. Davon haben 5 den Status einer Stadt, 50 den einer Gemeinde. Die übrigen sind administrativ den Städten und Gemeinden zugeordnet.

## Städte
| - Budești - Călărași | - Fundulea - Lehliu Gară | - Oltenița |

## Gemeinden
| - Alexandru Odobescu - Belciugatele - Borcea - Căscioarele - Chirnogi - Chiselet - Ciocănești - Crivăț - Curcani - Cuza Vodă - Dichiseni - Dor Mărunt - Dorobanțu - Dragalina - Dragoș Vodă - Frăsinet - Frumușani | - Fundeni - Gălbinași - Grădiștea - Gurbănești - Ileana - Independența - Jegălia - Lehliu - Luica - Lupșanu - Mânăstirea - Mitreni - Modelu - Nana - Nicolae Bălcescu - Perișoru - Plătărești | - Radovanu - Roseți - Sărulești - Sohatu - Șoldanu - Spanțov - Ștefan cel Mare - Ștefan Vodă - Tămădău Mare - Ulmeni - Ulmu - Unirea - Vâlcelele - Valea Argovei - Vasilați - Vlad Țepeș |

## A
| - Alexandru I. Cuza | - Aprozi | - Arțari |

## B
| - Bogata - Bogdana | - Boșneagu - Buciumeni | - Buzoeni |

## C
| - Călărașii Vechi - Călăreți - Cândeasca - Ceacu - Cetatea Veche - Chirnogi (Ulmu) | - Ciulnița-Gară - Clătești - Coconi - Codreni - Cojești - Constantin Brâncoveanu | - Coslogeni - Coțofanca - Cucuieți - Cunești - Curătești |

## D
| - Dâlga - Dâlga-Gară | - Dănești - Dârvari | - Dorobanțu (Plătărești) - Drajna Nouă |

## F
| - Fântâna Doamnei - Făurei | - Florica - Floroaica | - Frăsinetu de Jos |

## G
| - Gălățui - Gâldău | - Gostilele | - Gruiu |

## I
| - Iezeru | - Înfrățirea |

## L
| - Libertatea | - Lunca | - Luptători |

## M
| - Măgureni - Mărculești-Gară | - Măriuța - Mataraua | - Mihai Viteazu |

## N
| - Negoești - Nicolae Bălcescu (Alexandru Odobescu) | - Nucetu | - Nuci |

## O
| - Ogoru - Oltina | - Orăști | - Ostrovu |

## P
| - Pădurișu - Paicu - Pasărea - Pelinu - Pițigaia - Plevna | - Plumbuita - Podari - Podu Pitarului - Polcești - Popești | - Postăvari - Potcoava - Preasna Veche - Preasna - Progresu |

## R
| - Radu Negru - Radu Vodă | - Rasa - Răsurile | - Răzoarele - Răzvani |

## S
| - Săcele - Sălcioara - Săndulița - Săpunari - Sărulești-Gară - Satnoeni | - Satu Nou - Sătucu - Șeinoiu - Siliștea - Socoalele | - Solacolu - Stancea - Ștefănești - Stoenești - Sultana |

## T
| - Tămădău Mic - Tăriceni | - Tonea | - Tudor Vladimirescu |

## V
| - Valea Popii - Valea Presnei - Valea Roșie - Valea Rusului | - Valea Seacă - Valea Stânii - Vărăști | - Vișinii - Vlădiceasca - Vlăiculești |

## Z
| - Zimbru |